# Корбешть (Муреш)
Корбешть, Корбешті (рум. Corbești) — село у повіті Муреш в Румунії. Входить до складу комуни Акецарі.
Село розташоване на відстані 250 км на північний захід від Бухареста, 13 км на південь від Тиргу-Муреша, 85 км на південний схід від Клуж-Напоки, 116 км на північний захід від Брашова.

## Населення
За даними перепису населення 2002 року у селі проживали 122 особи, з них 119 осіб (97,5%) угорців. Рідною мовою 119 осіб (97,5%) назвали угорську.